# Lamprometopia pienaari
Lamprometopia pienaari är en tvåvingeart som beskrevs av Zumpt 1971. Lamprometopia pienaari ingår i släktet Lamprometopia och familjen köttflugor. Inga underarter finns listade i Catalogue of Life.